# السقوط الحر (فلم 2013)
السقوط الحر (بالإنجليزية: Free Fall) هو فيلم دراما تم إنتاجه في ألمانيا وصدر في سنة 2013.

## الميزانية والإيرادات
حقق إيرادات تقدر بـ 599721 دولار.

## وصلات خارجية
- السقوط الحر على موقع IMDb (الإنجليزية)
- السقوط الحر على موقع روتن توميتوز (الإنجليزية)
- السقوط الحر على موقع ألو سيني (الفرنسية)
- السقوط الحر على موقع أول موفي (الإنجليزية)
- السقوط الحر على موقع فيلمافينيتي (الإسبانية)
- السقوط الحر على موقع قاعدة بيانات الفيلم (الإنجليزية)
- السقوط الحر على موقع ليتربوكسد (الإنجليزية)
- السقوط الحر على موقع كينوبويسك (الروسية)